# Sérgio Henrique Saboia Bernardes
Sérgio Henrique Saboia Bernardes (født 18. maj 1973) er en tidligere brasiliansk fodboldspiller.
Han har spillet for flere forskellige klubber i sin karriere, herunder Verdy Kawasaki.